# 伊達村実
伊達 村実（だて むらざね、1721年 - 1757年）は、江戸時代中期の仙台藩一門第二席・亘理伊達家第7代当主。

## 生涯
享保6年（1721年）、亘理伊達家第6代当主・伊達村成の長男として生まれる。幼名は初太郎。
享保11年（1726年）1月、父村成の死去により家督を相続する。享保15年（1730年）6月、藩主伊達吉村に初めて拝謁する。享保19年（1734年）、吉村の加冠で元服し、偏諱を受け村実と名乗る。
延享2年（1745年）6月4日、先祖伊達成実の百年忌を執り行う。同年閏12月、藩主伊達宗村の長女源姫の誕生の際に、蟇目役を務めた。宝暦6年（1756年）5月、宗村が死去した際、命により急遽江戸に出府し、江戸藩邸で不慮の事態に備えた。同年7月28日、藩主重村の家督相続御礼言上の際に、江戸城で将軍徳川家重に拝謁する。村実は国を憂い、奉行柴田満朝、中島成康達と協議して、藩主重村に意見書を提出した。閏11月功を賞して重村より佩刀を賜る。
宝暦7年（1757年）11月9日、死去。享年37。家督は嫡男村純が相続した。